# 康托展开
康托展开是一个全排列到一个自然数的双射，常用于构建哈希表时的空间压缩。
康托展开的实质是计算当前排列在所有由小到大全排列中的顺序，因此是可逆的。
以下称第x个全排列都是指由小到大的顺序。

## 公式
{\displaystyle X=a_{n}(n-1)!+a_{n-1}(n-2)!+\cdots +a_{1}\cdot 0!}
其中,{\displaystyle a_{i}}为整数,并且{\displaystyle 0\leq a_{i}<i,1\leq i\leq n}。
{\displaystyle a_{i}}的意义参见举例中的解释部分

### 举例
例如，3 5 7 4 1 2 9 6 8 展开为 98884。因为X=2*8!+3*7!+4*6!+2*5!+0*4!+0*3!+2*2!+0*1!+0*0!=98884.
解释：
排列的第一位是3，比3小的数有两个，以这样的数开始的排列有8!个，因此第一项为2*8!
排列的第二位是5，比5小的数有1、2、3、4，由于3已经出现，因此共有3个比5小的数，这样的排列有7!个，因此第二项为3*7!
以此类推，直至0*0!

## 用途
显然，n位（0~n-1）全排列后，其康托展开唯一且最大约为n!，因此可以由更小的空间来储存这些排列。由公式可将X逆推出唯一的一个排列。

## 康托展开的逆运算
既然康托展开是一个双射，那么一定可以通过康托展开值求出原排列，即可以求出n的全排列中第x大排列。
如n=5,x=96时：
```
首先用96-1得到95，说明x之前有95个排列.(将此数本身减去1)
用95去除4! 得到3余23，说明有3个数比第1位小，所以第一位是4.
用23去除3! 得到3余5，说明有3个数比第2位小，所以是4，但是4已出现过，因此是5.
用5去除2!得到2余1，类似地，这一位是3.
用1去除1!得到1余0，这一位是2.
最后一位只能是1.
所以这个数是45321.
```

按以上方法可以得出通用的算法。